# Street Fighter Alpha
Street Fighter Alpha: Warriors' Dreams, bekend als Street Fighter Zero in Japan, is een vechtspel dat is ontwikkeld en uitgegeven door Capcom en verscheen als arcadespel in 1995. Het was het eerste geheel nieuwe Street Fighter-spel sinds Street Fighter II uit 1991. Qua plot dient het als een prequel op Street Fighter II en bevat het dus jongere versies van gevestigde karakters, evenals karakters uit de eerste Street Fighter en Final Fight.
Het spel introduceert verschillende nieuwe functies, die voortborduren op het Super Combo-systeem dat eerder te zien was in Super Street Fighter II Turbo. Er werd door Capcom van dezelfde animatiestijl gebruikgemaakt  als in Darkstalkers en X-Men: Children of the Atom. Nadat het spel in de arcadehallen uitkwam, werd het geporteerd naar de PlayStation en Sega Saturn. Street Fighter Alpha werd overwegend positief ontvangen. Het spel werd opgevolgd door Street Fighter Alpha 2 in 1996 en daarna door Street Fighter Alpha 3 in 1998. De drie spellen werden in 2006 opgenomen in de PlayStation 2-compilatie Street Fighter Alpha Anthology.

## Karakters
De directe karakterlijst bevat Ryu, Ken, Chun-Li en Sagat uit Street Fighter II, samen met Birdie en Adon (Sagats voormalige leerling) uit het eerste Street Fighter-spel, die hun eerste verschijningen maken als speelbare personages. Guy, een van de hoofdpersonages uit Final Fight, en Sodom, een eindbaaspersonage uit hetzelfde spel, zijn ook speelbaar. Nieuwe karakters zijn Charlie (de oorlogsvriend van Guile die dezelfde speciale technieken gebruikt) en Rose (een waarzegster die een geestelijke band heeft met de antagonist van de serie M. Bison).
Naast de tien reguliere karakters zijn er ook drie eindbaaspersonages in het spel. M. Bison verschijnt als de laatste tegenstander voor veel van de karakters in de singleplayer-modus, terwijl Akuma uit Super Street Fighter II Turbo opnieuw verschijnt als een geheime laatste tegenstander. Een ander geheim karakter, Dan, Capcoms parodie op SNK-karakters Ryo Sakazaki en Robert Garcia, verschijnt voor het eerst in dit spel. Alle drie de karakters kunnen door de speler worden geselecteerd door voor elk een specifieke code in te voeren.